# 天塚古墳
天塚古墳（日语：／ Amadukakofun）是位於日本京都市右京區太秦的一座前方後圓墳，日本國史跡。

## 概要
古墳位於京都盆地西部，嵯峨野台地南邊。雖然尚未對古墳展開過考古調查，但是在1887年出土了大量陪葬品。1900年，出土文物交由京都帝室博物館保管（現京都國立博物館），並且由京都帝國大學（現京都大學）校長濱田耕作展開調查。大正年間（1912年至1926年），梅原末治提出了有關古墳的報告。1966年，京都大學考古學研究會提出了天塚古墳和清水山古墳的概要報告。1973年，位於古墳東北面的清水山古墳消失。1978年3月3日，古墳獲指定日本國史跡。
古墳是前方後圓墳，前方部分朝南。墳丘有兩層，表面發現了圓筒埴輪，周圍由周堀所包圍。主體部分的墓室有兩座橫穴式石室，均位於後圓部分。古墳西北面建有一座被認為是陪葬墓的圓墳。
古墳推測建於古墳時代後期（約6世紀前半）。在嵯峨野，天塚古墳以及墳丘長約75米的日本國史跡蛇塚古墳、墳丘長約63米的仲野親王墓垂箕山古墳和墳丘長約60米已消失的清水山古墳等，均屬於後期古墳，因此推測這些古墳與當時在嵯峨野一帶進行開發的渡來人秦氏一族有關。

## 規模
古墳規模如下：
|          |        | 《日本古墳大辭典） 《日本國指定史跡導覽》 日本國指定文化財等數據庫 | 《京都市的地名》 《京都府埋藏文化財情報》 |
| -------- | ------ | ------------------------------------------------------------------ | ----------------------------------------- |
| 墳丘長   | 墳丘長 | 73米                                                               | 71米                                      |
| 後圓部分 | 直徑   | 40米                                                               | 45.5米                                    |
| 後圓部分 | 高     | 8米或9米                                                           | 8米                                       |
| 前方部分 | 寬     | 50米                                                               | 58米                                      |
| 前方部分 | 高     | 8.5米或9米                                                         | 8.4米                                     |

古墳的大規模前方部分展現了其後期古墳的特徵。古墳的墳丘長度在嵯峨野古墳中僅次於蛇塚古墳。

## 墓室

中間細部露出石室入口
中間細部露出石室內部

主體部分的墓室有兩座橫穴式石室，均位於後圓部分，一座在後圓部分內的西面，另一座則位於中間細部。
後圓部分西面開口石室
無袖式石室，朝西北方向露出。石室規模如下。
- 全長：約10米
- 寬：兩米（中央）、1.1米（入口）
- 高：約兩米（中央）

中間細部露出石室
右片袖式石室，朝西南方向露出。石室規模如下。
- 全長：7.7米
- 玄室
  - 長：4.7米
  - 寬：1.7米（中央）
  - 高：約兩米

- 羨道
  - 長：約3米
  - 寬：1.2米
  - 高：1.5米

兩座石室的側壁同樣由亂石堆積而成，盡頭位址方向均祭有稻荷神。
- 中間細部露出石室入口
- 中間細部露出石室內部

## 出土文物
《日本古墳大辭典》指出土文物的出土位置不明，猜測是來自其中一座石室，《京都市的地名》則指出是來自中間細部露出石室。1887年出土的陪葬品如下：
- 玉類
- 金銅製中空丸玉7個
- 仿製鏡
- 鐵刀3把
- 鐵鏃（日语：鉄鏃）
- 馬具類，鐵地金銅製杏葉、鏡板等等。
- 須惠器（日语：須恵器），器台、寬口壺。

以上出土文物均為京都大學綜合博物館的館藏。

## 清水山古墳

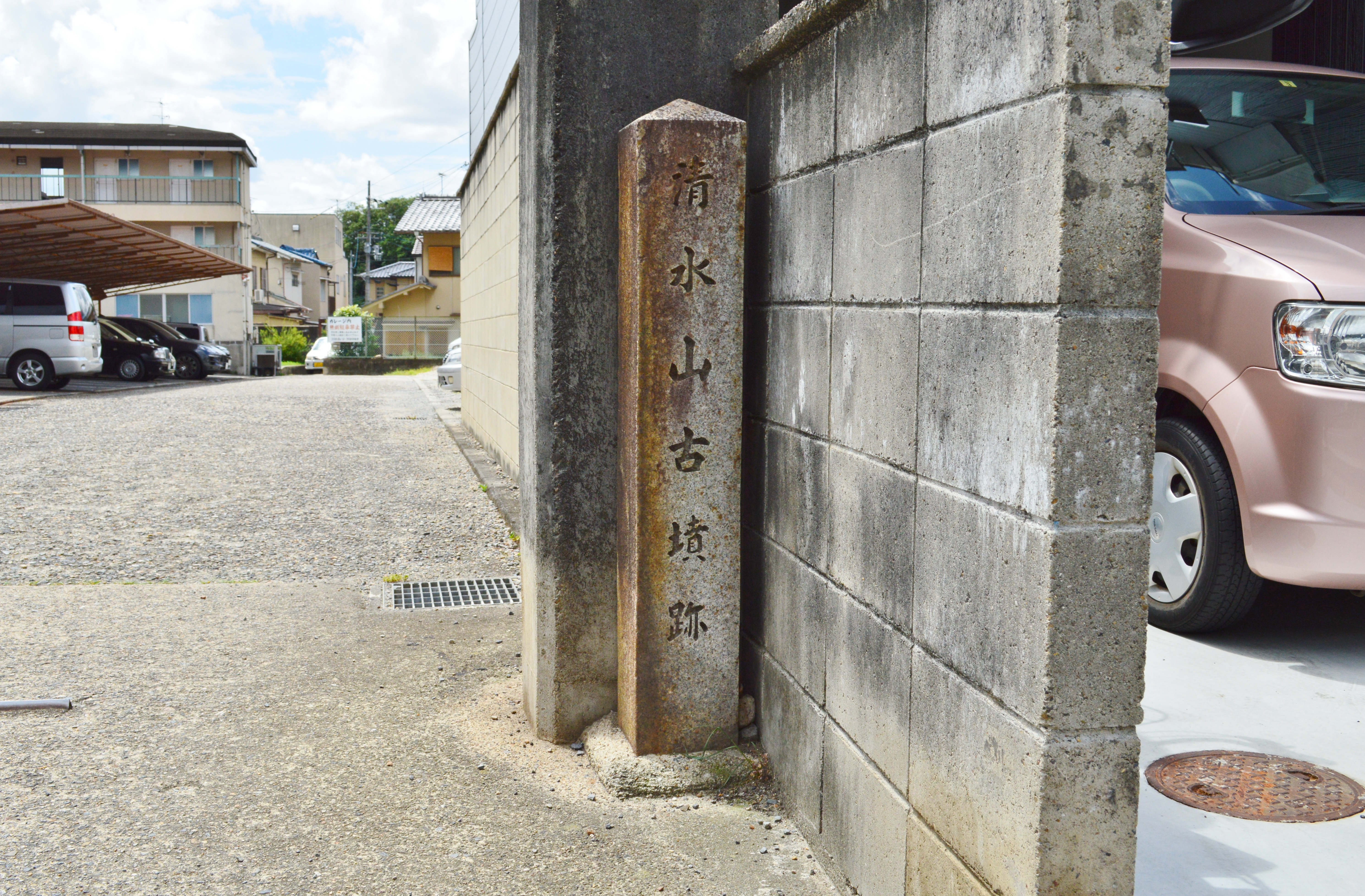
清水山古墳跡碑

古墳東北面以前建有清水山古墳，屬於前方後圓墳，在1973年被破壞，現在已經不存在。
按當時的調查，墳丘長約60米。主體部分的墓室是橫穴式石室。建造時期古墳時代後期（約5世紀末至6世紀初），為早於天塚古墳建成的首長墓。

## 文化財

### 日本國史跡
- 天塚古墳，1978年3月3日指定[3]。

## 外部連結
- - 國指定文化財等數據庫（日語）